# Quadricalcarifera triguttata
Quadricalcarifera triguttata är en fjärilsart som beskrevs av Sergius G. Kiriakoff 1967. Quadricalcarifera triguttata ingår i släktet Quadricalcarifera och familjen tandspinnare. Inga underarter finns listade.